# Mariano Téllez Girón, XII duque de Osuna
Mariano Téllez Girón, XII Duque de Osuna es un lienzo de Valentín Carderera y Solano, de 1833. Se encuentra en el Museo del Romanticismo, en Madrid.

## Descripción de la obra
El cuadro es un retrato de tamaño 103 x 78 centímetros.
En él aparece el Duque de Osuna, representado como un joven alto de pelo y ojos claros. El personaje, que ocupa la totalidad del espacio central de la imagen, se encuentra de pie en el exterior de un edificio. Detrás de él se puede apreciar un jardín prototípico romántico. El joven aparece con las piernas cruzadas en actitutd relajada. Viste el uniforme de paseo de Cadete del Cuerpo de la Guardia de la Real Persona.

## El personaje
Referente a este retrato surgieron problemas de identificación del personaje. En 1924 el Marqués de la Vega-Inclán quiso identificar en el personaje a Pedro de Alcántara Téllez Girón y Pimentel, príncipe de Anglona y marqués de Javalquinto. Así se consideró hasta 1970, cuando María Elena Gómez Moreno se percató de que la correspondencia no era posible debido a que el autor de la obra, Valentín Carderera, era diez años más joven que el protagonista del retrato (de unos veinte años), por lo que el autor debía haberlo pintado con 10 años de edad.